# Francesco Bassano mladší
 Francesco Bassano mladší, (italsky Francesco Bassano Il giovane), vlastním jménem Francesco Giambattista da Ponte (7. ledna 1549 Bassano del Grappa – 3. července 1592 Benátky) byl italský malíř benátské školy z období manýrismu, příslušník třetí ze tří generací malířské rodiny Bassanů.

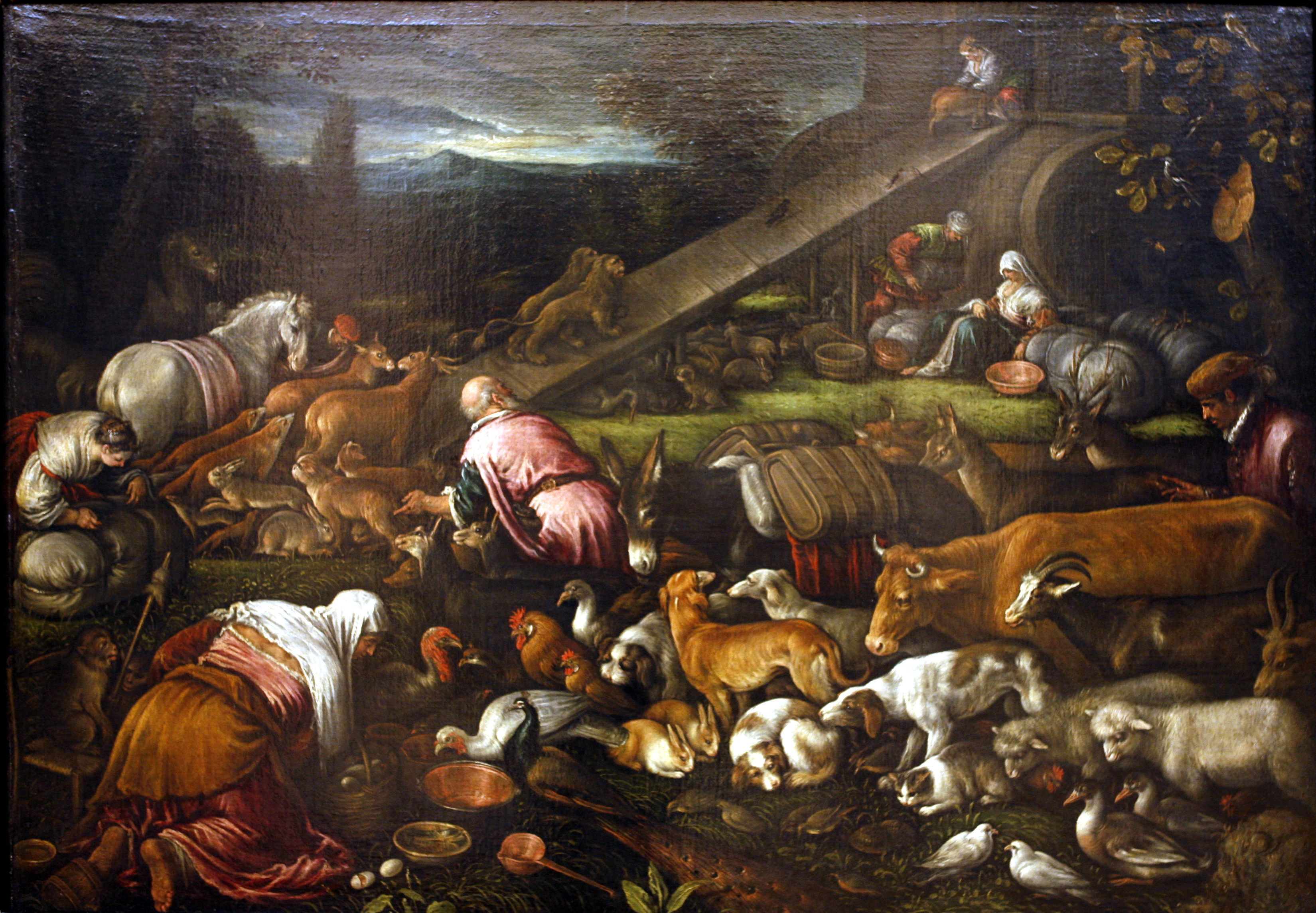
Nástup zvířat do Noemovy archy

## Život
Jeho otcem byl malíř Jacopo Bassano| a dědečkem malíř Francesco Bassano starší, zvaný Jacopo da Ponte. Také jeho tři mladší bratři se také stali malíři. Byli to Gerolamo Bassano (1566–1621), Giovanni Battista Bassano (1553–1613) a Leandro Bassano (1557–1622)
Vyučil se v otcově dílně a v prvním období tvorby zůstal jeho pomocníkem, hlavně při malbě oltářních obrazů. Byl nejtalentovanější z Jacopových synů. Roku 1566 datoval a signoval své první samostatné dílo Zázrak zjevení. Od roku 1579 se připomíná ve vlastním ateliéru v Benátkách. V letech 1580–1581 pobýval ve Florencii.

## Dílo
Soupis jeho dochovaných děl čítá kromě fresek v Dóžecím paláci v Benátkách 72 obrazů, jsou to vesměs olejomalby na plátně monumentálních rozměrů. Tematicky zahrnují jak náboženské náměty z bible nebo skupiny světců (Sacra conversazione), tak témata z antické mytologie, dále alegorie Dvanácti měsíců roku nebo Čtyř ročních dob, výjevy z venkovského života a figurální studie. Často jsou scény komponovány příznačně pro rodinu Bassanů: s žánrovými epizodami se sedláky, dětmi (opakují se titíž chlapci, snad malířovi bratři nebo synové), s domácími zvířaty a zátišími z kuchyňského nádobí. Významnou úlohu v jeho obrazech hrají ženy, například ve scéně Abrahám opouští Haran je hlavní postavou jeho manželka Sára. Pro skupiny zvířat Bassano projevuje tak velkou zálibu, že převažují v nových kompozicích i u tradičních témat, například s Adamem a Evou v ráji. Přeplněné scény jeho obrazů a chaos v nich byly hypoteticky přičítány malířově diagnóze hypochondrie.
Obrazy mají syté barevné ladění do teplých tónů, ostré osvětlení tváří hlavních aktérů děje kontrastuje s šerosvitem scény a potemnělou krajinou v pozadí. Tematicky ojedinělé jsou v jeho díle Portrét astronoma a Personifikace Bavarie.

## Výběr obrazů
- Kázání svatého Pavla, oltářní obraz v kostele sv. Antonína Paduánského, Marostica, společná práce s otcem (1574)
- Abrahám s doprovodem opouští Haran, nedatováno (Gen.13.1–2); Rijksmuseum Amsterdam
- Panna Maria ve slávě se sv. Janem Křtitelem, sv. Mikulášem z Bari a přisluhujícím ministrantem, oltářní obraz v chrámu San Giacomo dall'Orio (1570), Benátky
- Adam a Eva (v ráji zvířat), kolem 1570, Prado, Madrid
- Klanění pastýřů; Muzeum umění Severní Karolíny, Raleigh
- Klanění Tří králů; konec 60. let 16. stol., Ermitáž Petrohrad (+ 2 kompoziční varianty)
- Nástup zvířat do Noemovy archy, ze čtyřdílného cyklu Potopa (Stavba archy, Nástup zvířat, Potopa, Noemova oběť), po 1575, Muzeum krásných umění Dijon; variantu obrazu, připsanou dílně Jacopa Bassana, vlastní Obrazárna Pražského hradu, byla zakoupena roku 1645 ze sbírky George Villierse, prvního vévody z Buckinghamu. [6]
- Podzim, v pozadí Mojžíš na hoře Sinaj dostává desky Starého zákona; Uměleckohistorické muzeum (Vídeň)
- Poslední večeře Páně, 1584, chrám Santa Maria Maggiore, Bergamo
- Portrét muže s astrolábem a slunečními hodinami; Uměleckohistorické muzeum (Vídeň)
- Vulkánova dílna; Národní muzeum ve Varšavě
- Fresky v sále Velké rady a v sále skrutínia Dóžecího paláce v Benátkách
- Vzkříšení spravedlivých, 1582–1585; Ermitáž Petrohrad
- Chlapec s flétnou, 1583, podle věnce z vinných listů měl být studií k bakchanáliím; Uměleckohistorické muzeum (Vídeň), pochází ze sbírky arcivévody Leopolda Viléma Habsburského
- Křest svaté Afry, kostel sv. Afry, Brescia[7]
- Obětování v chrámě, kolem 1590, signováno FRANCus BASSis; Obrazárna Pražského hradu, zakoupeno roku 1645 ze sbírky George Villierse, prvního vévody z Buckinghamu. [8]

## Galerie

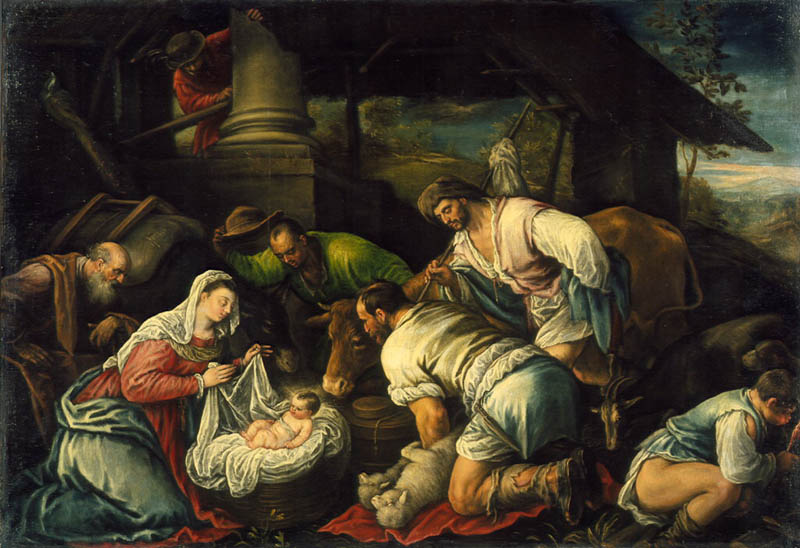
Klanění pastýřů; nedatováno
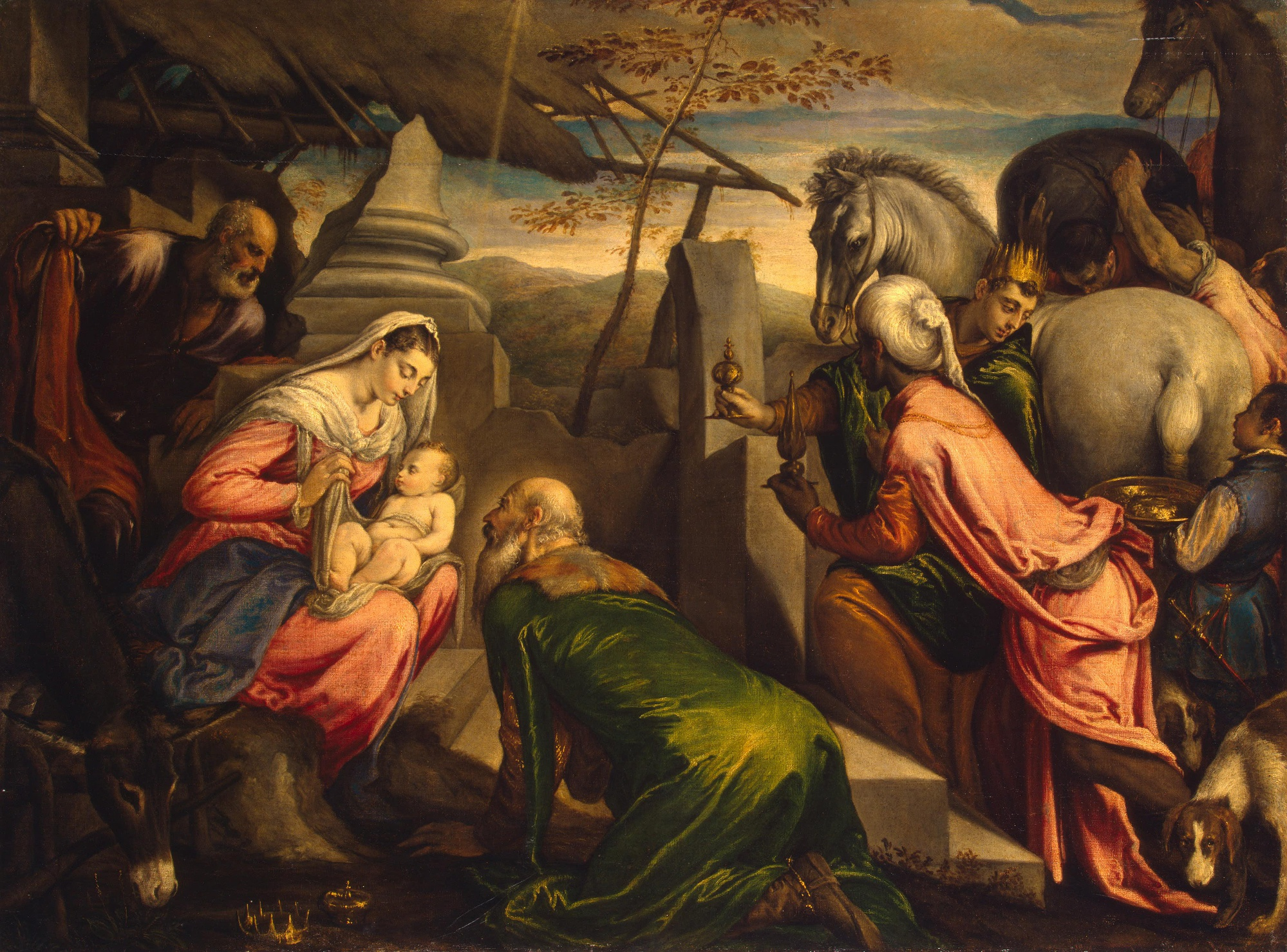
Klanění Tří králů
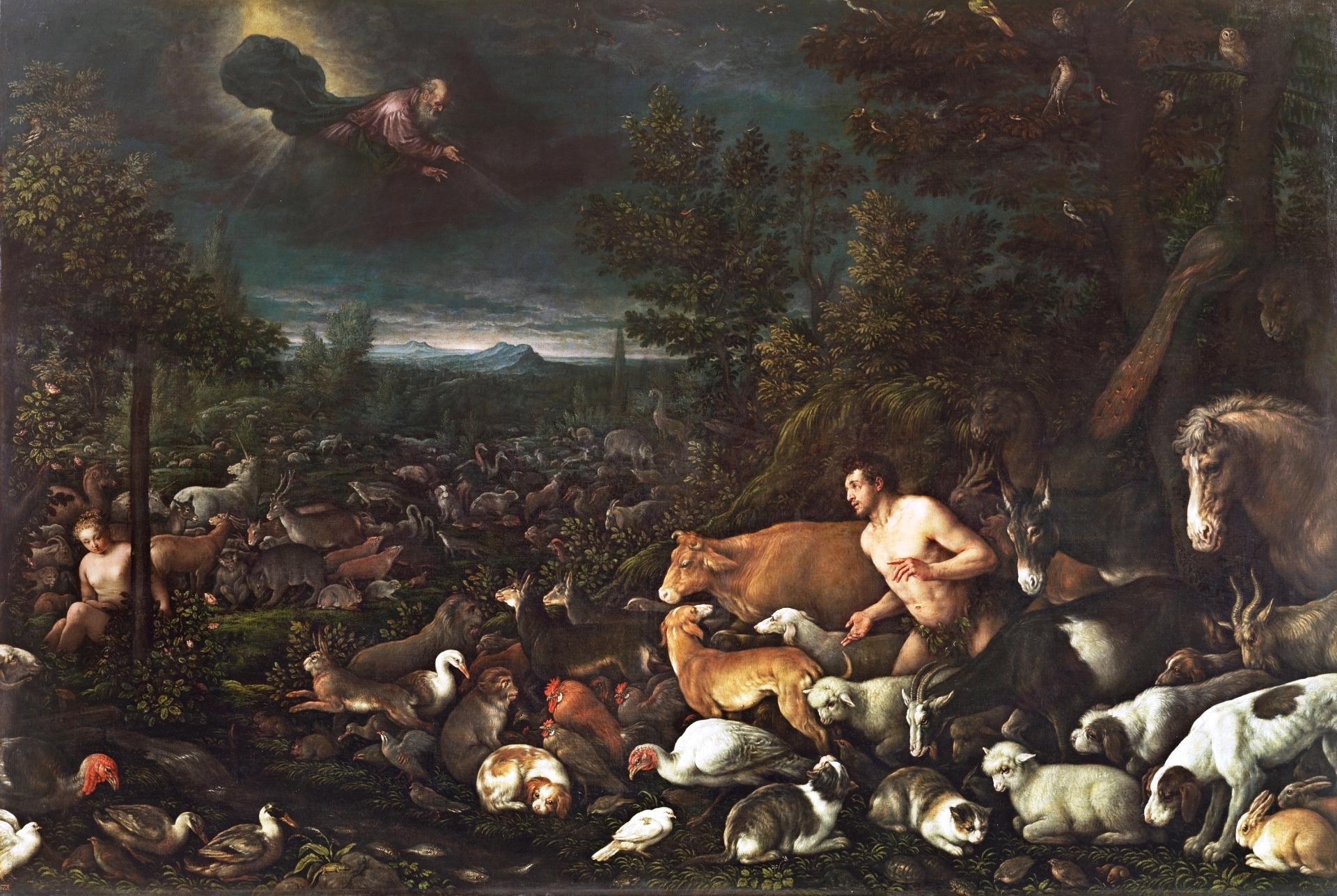
Adam a Eva
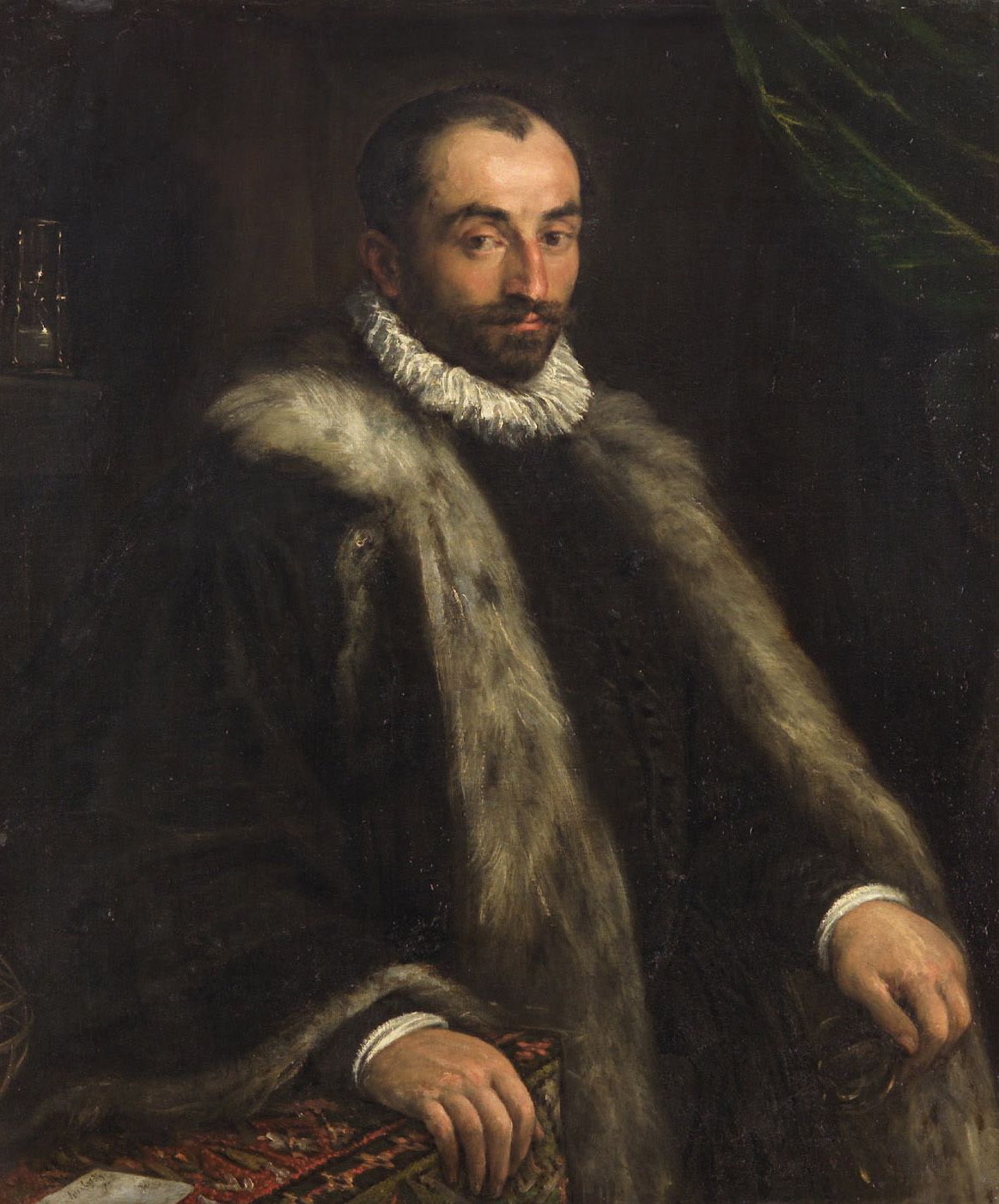
Muž s astrolábem a hodinami
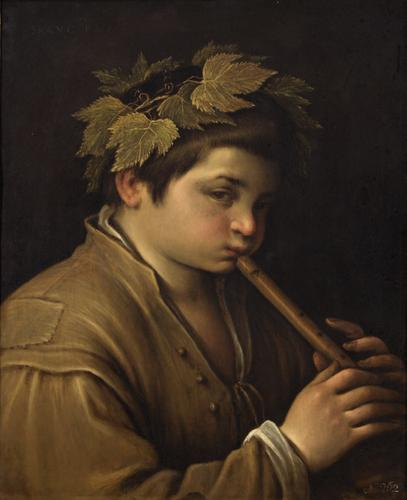
Chlapec s flétnou
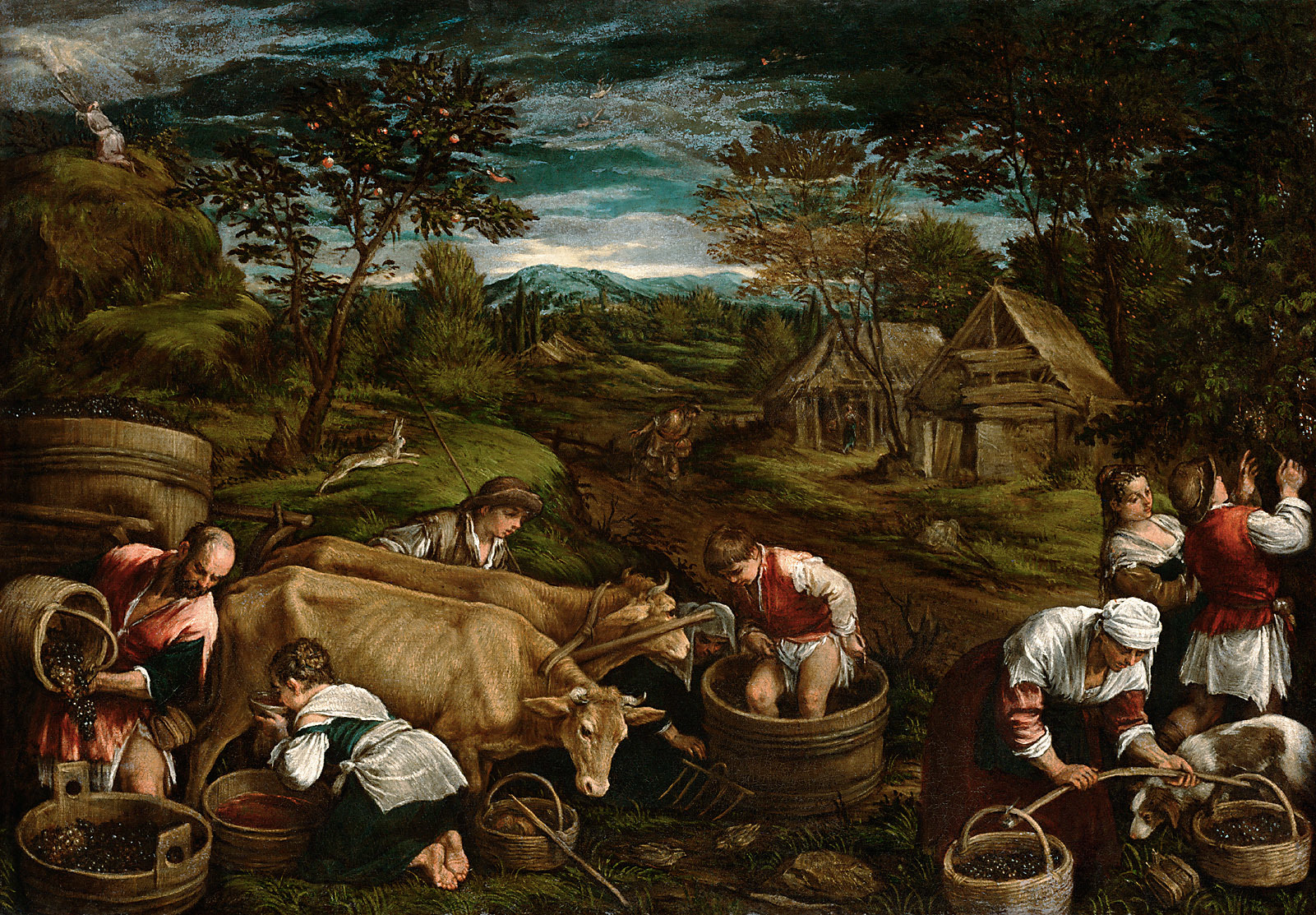
Podzim, v pozadí Mojžíš na hoře Sinaj
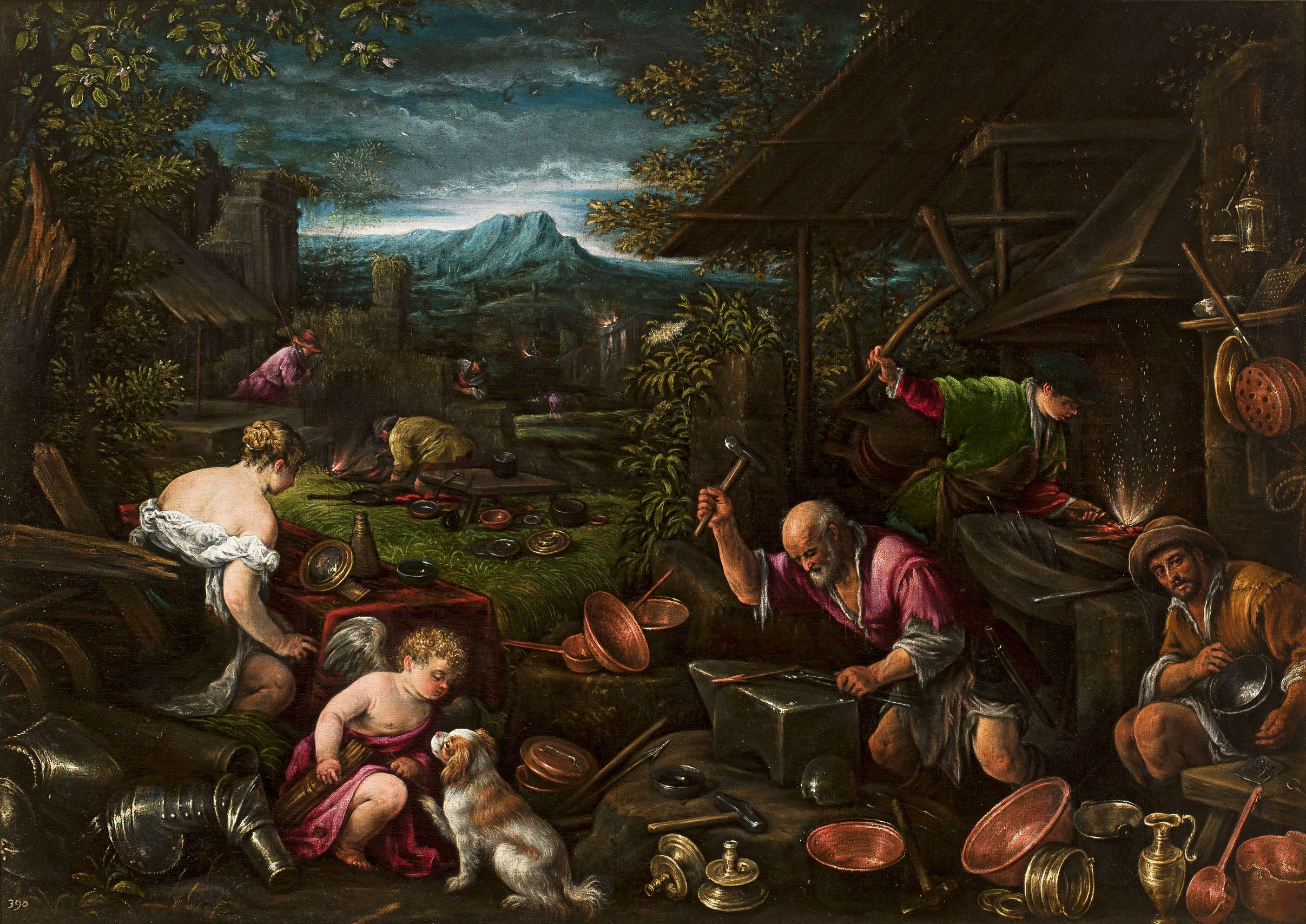
Vulkánova dílna
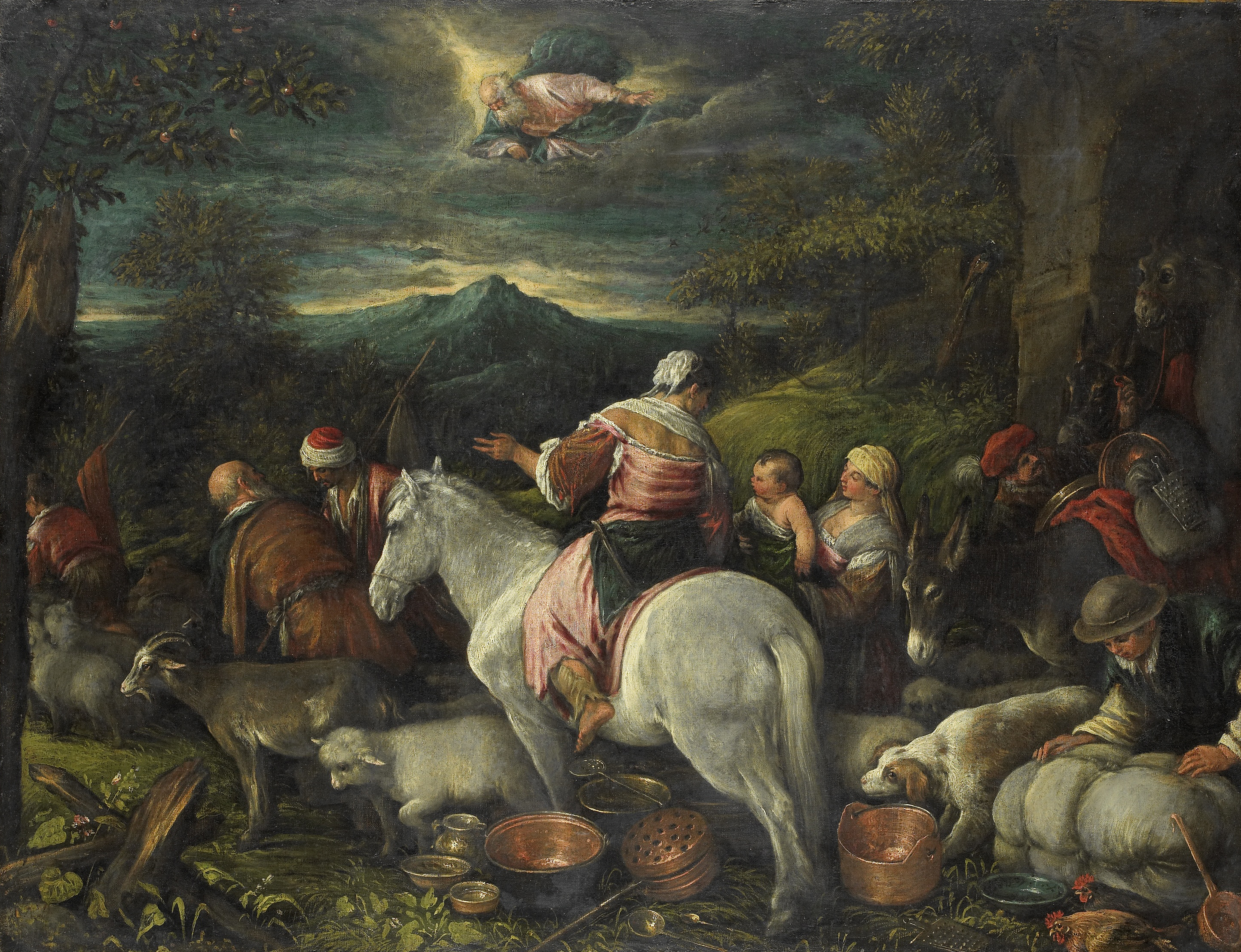
Abrahám opouští Haran
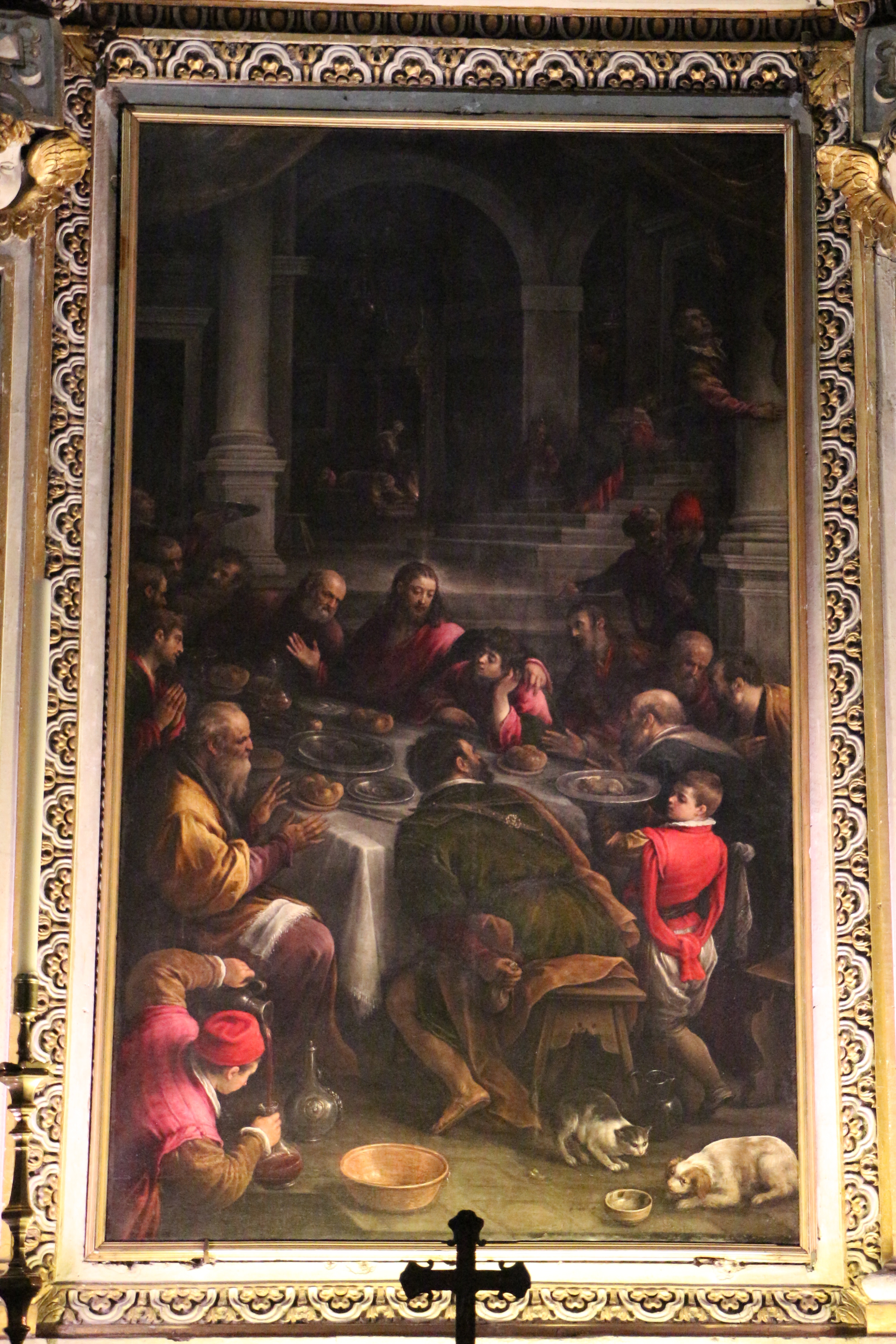
Poslední večeře Páně, 1584